# Fugleedderkop
Fugleedderkopper (Theraphosidae) omfatter de største arter af edderkopper og de mest primitive.
Fugleedderkoppen kan blive op til 30 cm i benspænd for de største, mens de mindste er et par centimeter. Den adskiller sig fra andre edderkopper ved, at giftkrogene går vertikalt, hvor de hos andre edderkopper vender horisontalt. Det vil sige, at de "dolker" deres bytte i stedet for at bide med giftkrogene.
Af verdens ca. 40.000 registrerede edderkoppearter udgør fugledderkopperne ca. 900.

## Arter
- Avicularia metallica
- Avicularia versicolor
- Brachypelma smithi
- Brachypelma boehmi
- Brachypelma auratum
- Brachypelma emilia
- Brachypelma ruhnaui
- Brachypelma klaasi
- Tlitocatl albopilosum
- Chromatopelma cyaneopubescens

- Wikimedia Commons har flere filer relateret til Fugleedderkop

- Wikispecies har taksonomi med forbindelse til  Fugleedderkop